# Hyblaeidae
Super-famille
Famille
Les Hyblaeidae sont une famille de lépidoptères, l'unique famille de la super-famille des Hyblaeoidea. 
Elle comporte deux genres et environ 18 espèces. 

## Liste des genres
- Erythrochrus Herrich-Schäffer, 1855
- Hyblaea Fabricius, 1793

## Répartition
Le genre Hyblaea est présent dans les tropiques de l'Ancien Monde, et le genre Erythrochrus dans les néotropiques.

## Écologie
Les plantes hôtes des chenilles sont des familles Bignoniaceae, Verbenaceae, en particulier le genre Avicennia, et Rhizophoraceae et quelques autres familles.